# Lillian Schertenleib
Lillian Schertenleib (* 5. September 2004 in Zürich) ist eine Schweizer Fussballspielerin. Sie spielte von 2023 bis 2024 beim Grasshopper Club Zürich und spielt seit 2024 für den FC Wädenswil.

## Persönliches
Lillian Schertenleib wuchs in Richterswil auf und besitzt neben der Schweizer auch die US-amerikanische Staatsbürgerschaft. Ihr Vater spielte früher Collegefussball in den USA, ihre Mutter Basketball. Ihre zwei Jahre jüngere Schwester Sydney Schertenleib spielt für den FC Barcelona und in der Schweizer Nationalmannschaft, ihre sechs Jahre ältere Schwester Josephine ist Leichtathletin.